# Religionsunterricht in der Schweiz
Der konfessionelle Religionsunterricht ist aufgrund der verfassungsmässig garantierten Religionsfreiheit in der Schweiz als fakultatives Fach und getrennt vom übrigen Unterricht zu erteilen.

## Allgemeine Aussagen
Die rechtliche Stellung und die inhaltliche Gestaltung des Religionsunterrichts an den öffentlichen Schulen sieht in jedem Kanton der Schweiz anders aus. Das führt zu unterschiedlichen Regelungen für den Religionsunterricht. Es gibt die Formen:
- Schulischer Religionsunterricht (SRU)

Er wird in den verschiedenen Kantonen erteilt
1. durch die staatlichen Schulen ohne Mitverantwortung der öffentlich-rechtlich anerkannten Religionsgemeinschaften,
2. mit Mitverantwortung der öffentlich-rechtlichen anerkannten Religionsgemeinschaften oder
3. in der Verantwortung der öffentlich-rechtlich anerkannten Religionsgemeinschaften in Zusammenarbeit mit dem Staat.

Der SRU findet in der Regel in den Räumen der Schule statt. Er ist nicht in die Wochenstundentafel integriert.
- Kirchlicher, konfessioneller Religionsunterricht (KRU)

Er wird erteilt
1. ohne Zusammenarbeit mit dem Staat,
2. in Zusammenarbeit mit dem Staat, in den Räumen der Schule ausserhalb der Wochenstundentafel,
3. in den Räumen der Schule innerhalb der Wochenstundentafel und
4. je nach Kanton mit mehr oder weniger Mitsprachemöglichkeiten des Staates in Fragen des kirchlichen, konfessionellen Religionsunterrichts.

Der KRU wird auch als Bibelunterricht bezeichnet. Er findet in der Regel in den Räumen der Kirche statt. Er ist nicht in die Wochenstundentafel integriert.
Die Aufsichtspflicht für Kinder, die nicht am Religionsunterricht teilnehmen, liegt bei der Schule.

## Religiöse Grundbildung

### Stand bis 1999
Seit 1995 gibt es Bestrebungen, die Situation grundlegend zu verändern. So hat die gemeinsame Kommission der römisch-katholischen, der evangelisch-reformierten und der christkatholischen Kirche in Absprache mit dem Erziehungs- und Kulturdepartement des Kantons Luzern den Antrag an die Innerschweizer Erziehungsdirektorenkonferenz (IEDK) gestellt, einen gemeinsamen Lehrplan für die Primarschule ausarbeiten zu lassen. Das Projekt wird «Religiöse Grundbildung» genannt.
Parallel und unabhängig davon wurde an der Universitären Hochschule Luzern (UHL) ein interdisziplinäres Hauptseminar für die Bereiche Kirchenrecht/Staatskirchenrecht und Religionspädagogik/Katechetik zum Religionsunterricht durchgeführt. Zielsetzung war die aktuelle rechtliche und tatsächliche Situation des schulischen Religionsunterrichts zu untersuchen und mögliche rechtliche wie religionspädagogische Perspektiven aufzuzeigen.
Vertreter der Schulentwicklung des EKD Luzern, des ZBS und des Lehrstuhls für Kirchenrecht / Staatskirchenrecht der Universitären Hochschule Luzern (UHL) haben ein gemeinsames Forschungsprojekt aufgelegt, um die tatsächliche Situation des Religionsunterrichts in den Erziehungsdepartementen, den römisch-katholischen und evangelisch-reformierten Landeskirchen, den christkatholischen und öffentlich-rechtlich anerkannten jüdischen Gemeinden der Deutschschweiz zu erheben.
Dabei wurde in einer Studie festgestellt, das im Jahr 1999 in allen Deutschschweizer Kantonen schulischer und/oder konfessioneller Religionsunterricht (s. o.) an den öffentlichen Schulen stattgefunden hat. In insgesamt fünf Kantonen wurde kein schulischer Religionsunterricht erteilt. In vierzehn Kantonen fand kein schulischer Religionsunterricht in den Jahrgangsstufen sieben bis neun statt (Sekundarstufe I).
In achtzehn Kantonen fand der konfessionelle Religionsunterricht in den Räumen der öffentlichen Schulen statt. In drei Kantonen wurde er ausserhalb der öffentlichen Schulen erteilt.
In vierzehn Kantonen bestimmt der Staat ganz oder in Zusammenarbeit mit den öffentlich-rechtlich anerkannten Religionsgemeinschaften die Inhalte des schulischen Religionsunterrichts. In den zwei Kantonen bestimmen die öffentlich-rechtlich anerkannten Kirchen den Inhalt des schulischen Religionsunterrichts.
Die Inhalte des kirchlichen, konfessionellen Religionsunterrichts werden allein von den Religionsgemeinschaften bestimmt. Nur in einem Kanton gibt es eine institutionalisierte Zusammenarbeit der Kirchen mit dem Staat.
In fast allen Kantonen wird der schulische Religionsunterricht vom Staat bezahlt. In vier Kantonen gibt es verschiedene Finanzierungsmodelle.
In der Regel können die Erziehungsberechtigten ihre Kinder vom Religionsunterricht abmelden, in zwei Kantonen ist er obligatorisch für alle.

### Stand 2002 und 2010 – Tendenz zum überkonfessionellen Religionsunterricht und zum konfessionslosen Unterricht
Als Ergebnis einer weiteren Studie von 2002 lässt sich eine schwache Tendenz zu einem von den verschiedenen Kirchen gemeinsam verantworteten überkonfessionellen Religionsunterricht ablesen, wobei die kantonalen Bezeichnungen unterschiedlich sind. Damit wird auch versucht dem Problem verschiedener Religionszugehörigkeit in der Schweiz zu begegnen.
Der SRU wird in der Regel vom Staat/Kanton bezahlt, der KRU von den Kirchen, in einem Kanton werden beide Formen von den Eltern finanziert. Eine Abmeldung erfolgt durch die Erziehungsberechtigten.
Aufgrund des zunehmenden Anteils Konfessionsloser und immigrierter Angehöriger weiterer Konfessionen zeigt sich ein Trend weg vom konfessionellen Religionsunterricht und hin zu konfessionsferneren Unterrichtsfächern wie Ethik, Gesellschaft und Religionen oder ähnlichem. Nach wie vor bieten aber im Jahr 2010 Kantone einen konfessionellen Religionsunterricht an, der in der Regel auf freiwilliger Basis beruht; dieser letztere wird in der Regel von den Landeskirchen angeboten und findet vielfach in Räumen der staatlichen Volksschule statt.

### Stand 2014
Weiterhin ist der Religionsunterricht von Kanton zu Kanton, von Gemeinde zu Gemeinde unterschiedlich. Deshalb herrscht auch eine Begriffsvielfalt: Biblische Geschichte, Ethik und Religionen, Ethik und Religion, Religion, Religion und Kultur und Religionskunde und Ethik sind nur einige Bezeichnungen für Religion. Diese wird heutzutage stark als Privatsache angesehen mit der Folge, dass die Tendenz eher weg vom konfessionellen Unterricht hin zu einem allgemeinen Kulturunterricht Neuere Bemühungen, allgemein gültige Kompetenzen mit dem Lehrplan 21 festzulegen, sind dem entgegengetreten. Auch ist die Vielfalt an Lehrmitteln relativ gross. Darin zeigt sich der Trend, dass andere Religionen in den neueren Schulbüchern stärker berücksichtigt werden.
Wie die zukünftige Stellung des Religionsunterrichts in der Schweiz aussehen wird, ist noch offen, «…auch wenn sich abzeichnet, dass das Fach in einem eigenen Fächerverbund ‹Ethik-Religion-Gemeinschaft› einrückt…» (Thomas Schlag, 2013, S. 139).

## Gründe für die Veränderungen im schulischen Religionsunterricht
Für die Entwicklung des Religionsunterrichts gibt der Züricher Religionspädagoge Thomas Schlag (2013) einige Veränderungen in der Gesellschaft als Gründe an.
Der heutige Trend gehe in eine Dualisierung der Religionen in zwei Pole der institutionellen und universalen Religion mit der Folge, dass Religion in einem Spannungsfeld stehe.
Die universale Religion sei ein Mix oder ein Patchwork aus vielen verschiedenen Glaubensrichtungen, wie sie auch durch die Massenmedien propagiert werden. Dieses Phänomen ist quer durch alle Generationen zu finden.
Die Mitglieder der institutionellen Religion identifizierten sich hingegen mit der Kirche und ihren Werten und zeigten auch Engagement in ihrer Religion.
Rund 70 % der 16 – 25-jährigen Menschen sind der Meinung, dass für sie kein Platz in der Kirche sei. Sie wünschten sich eine Religion, die sich für die Armen und Hilfsbedürftigen auf dieser Welt einsetzt, die jedoch nicht an institutionelle Strukturen gebunden ist. Diese Vorstellung kommt einer Utopie gleich. Schlag begründet dieses Denken mit den guten wirtschaftlichen Verhältnissen der Schweiz. Die Jugendlichen von heute begeben sich auf lange Reisen und sehen diesen Umstand als relativ selbstverständlich an. Daraus entstehen Begegnungen mit andern Religionen und Kulturen, die bei vielen Jungen Interesse und Toleranz wecken. Dem gegenüber stehen die traditionellen Grosskirchen, die ein konservatives Image haben. Seit der zweiten Hälfte des 20. Jahrhunderts entwickle sich eine multireligiöse und multikulturelle Gesellschaft mit grosser Vielfalt auf relativ kleinem Raum, der im schulischen Unterricht zu begegnen sei.

### Religionsunterricht im Spannungsfeld von Kirche und Staat
- Bachofen, R., 1998: Kirchliche Bildungsarbeit mit Jugendlichen im Spannungsfeld Kirche–Schule. Zürich.
- Bräm, K., 1978: Religion als Rechtsproblem im Rahmen der Ordnung von Kirche und Staat. Zürich.
- Der Beitrag der Kirchen zur Erfüllung des staatlichen Erziehungsauftrags. Aschaffendorff 1998.
- Eggenberger, H., 1975: Religionsunterricht in der Schweiz. In: Der evangelische Erzieher 6, 425–438.
- Religiöse Erziehung vor den Herausforderungen der kulturellen Vielfalt in Europa, 1995: Dokumentation des VI. Europäischen Forums zum Schulischen Religionsunterricht. Graz.
- Katharina Frank: Schulischer Religions-Unterricht in der Schweiz. In: Michael Klöcker / Udo Tworuschka (Hrsg.): Handbuch der Religionen. Kirchen und andere Glaubensgemeinschaften in Deutschland und im deutschsprachigen Raum, 58. Ergänzungslieferung (2018), I – 16.3
- Renck, L., 1994: Rechtsfragen des Religionsunterrichts im bekenntnisneutralen Staat. In: DÖV 1994, 27 ff.
- Rodler, W., 1997: Bildungspolitik und Religion. In: Christlich-pädagogische Blätter 2, 66–68.

### Religionsunterricht – Konfessionalität – Ökumene
- Ehmann, R. u. a. (Hrsg.), 1998: Religionsunterricht der Zukunft. Aspekte eines notwendigen Wandels. Freiburg-Basel-Wien.
- Englert, R., 1995: Die gemeinsame Verantwortung der Kirchen für einen zukünftigen Religionsunterricht. Eine gemeinsame religionspädagogische Problemgeschichte. In: rhs 37, 338–346.
- Gredler, J., 1997: Religionsunterricht auf dem Prüfstand oder: die Zukunft des (konfessionellen) Religionsunterrichtes. In: Christlich-pädagogische Blätter 1, 22–24.
- Hailer, M., 1997: Konfessionelle oder säkulare Identität? Zur Debatte um den ökumenischen Religionsunterricht. In: Una Sancta 2, 165–168.
- Helbling, D., Kropac, U., Jakobs, M. & Leimgruber, S., 2013: Konfessioneller und bekenntnisunabhängiger Religionsunterricht. Eine Verhältnisbestimmung am Beispiel Schweiz. TVZ, Zürich.
- Jakobs, M., Riegel, U., Helbling, D. & Engelberger, T., 2009: Konfessioneller Religionsunterricht in multireligiöser Gesellschaft. Eine empirische Studie für die deutschsprachige Schweiz. TVZ, Zürich.
- Klosinski, G. (Hrsg.): Religion als Chance und Risiko. Entwicklungsfördernde und entwicklungshemmende Aspekte religiöser Erziehung. Bern.
- Lachmann, R., 1997: Die Zukunft des schulischen Religionsunterrichts. Ökumenischer Religionsunterricht. In: Una Sancta 1, 13–26.
- Schlüter, R., 1996: Kirchliche Argumentationsmuster in der Diskussion um eine Modifikation des Konfessionsprinzips im Religionsunterricht. In: Religionspädagogische Beiträge 37, 3–15.
- Schlüter, R., 1997: Die «Konfessionalität des Religionsunterrichts» in der Pluralität. Kirchliche Positionen – konfessionelle Differenzen. In: Religionsunterricht an höheren Schulen 4, 210–222.
- Siller, H.P., 1997: Argumente zum Streit über die Konfessionalität des Religionsunterrichts. In: Katechetische Blätter 1, 25–30.
- Schlag, T., 2009, «Reden über Religion» – Religionsunterricht in der Schweiz innerhalb der Grenzen der blossen Vernunft. In: M. Meyer-Blanck/S. Schmidt (Hrsg.): Religion, Rationalität und Bildung. Würzburg, 163–176.
- Schlag, T., 2011, gem. m. R. Voirol-Sturzenegger: Weit entfernt … oder näher als vermutet? – Zum Stand der Religionspädagogik in der Schweiz und im Kanton Zürich. In: Zeitschrift für Religionspädagogik/ Theo-Web, 10. Jahrgang, Heft 2, 69–79.
- Schlag, T., 2013: Religiöse Bildung an Schulen in der Schweiz. In: Jäggle, M., Rothgangel, M. & Schlag, T. (Hrsg.): Religiöse Bildung an Schulen in Europa. Teil 1: Mitteleuropa V&R unipress, Göttingen, S. 119–156.

### Kirchliche Verlautbarungen und Rezeptionen
- Religiöse Erziehung und Bildung, 1994: Eine Zukunftsperspektive für die evang.-ref. Landeskirche des Kantons Zürich, erarbeitet v. U. Cremer, P. Moll, H.-J. Tobler und H. Eggenberger.
- Lachmann, R., 1996: Religionsunterrichtliche Gratwanderungen. Vier öffentliche Verlautbarungen zum Religionsunterricht am Vorabend des neuen Jahrtausends. Divinum et humanum, 193–216.